# Admiral Pitka
Admiral Pitka (A230) – okręt logistyczny i dowodzenia służący jako okręt flagowy marynarki Estonii, poprzednio duński okręt patrolowy ochrony rybołówstwa Beskytteren (F340), jedyny okręt swojego typu. Służył w marynarce Danii w latach 1976–2000, a następnie w Estonii do 2013 roku.

## Budowa i opis
Pojedynczy okręt inspekcyjny ochrony rybołówstwa (inspektionsskib) został zamówiony w październiku 1973 roku dla Królewskiej Marynarki Duńskiej. Stanowił rozwinięcie okrętów typu Hvidbjørnen, zaprojektowanych specjalnie do dozorowania u brzegów Wysp Owczych i Grenlandii. Z tego powodu okręty tego rodzaju określano też jako patrolowce arktyczne. Położenie stępki miało miejsce 11 grudnia 1974 roku w stoczni Aalborg Værft w Aalborgu. 25 maja 1975 roku książę Knud ochrził okręt, nadając mu nazwę „Beskytteren”. Wodowanie kadłuba nastąpiło 29 maja 1975 roku. Okręt został odebrany przez marynarkę 15 grudnia 1975 roku. Budowa kosztowała 50 milionów koron.
Okręt miał wyporność standardową 1824 t, w stanie pustym 1651 t, a pełną 1970 t. Długość kadłuba wynosiła 74,78 m, a między pionami 69 m. Szerokość wynosiła 12,16 m, a zanurzenie maksymalne na rufie 5,21 m (na dziobie 3,36 m). Kadłub, podobnie jak wcześniejszych okrętów typu Hvidbjørnen, wykonany był ze stali, z wzmocnieniami przeciwlodowymi. Na dziobie znajdował się ster strumieniowy. 
Napęd stanowiły trzy silniki wysokoprężne B&W (Burmeister & Wain) Alpha 16V23LU o mocy po 1790 kW przy 825 obr./min, napędzające jedną czteropłatową śrubę nastawną. Silniki zapewniały maksymalną prędkość 18,5 węzła, a przy wykorzystaniu jednego silnika największy zasięg wynosił 6000 mil morskich przy prędkości 13 węzłów.
Uzbrojenie stanowiła półautomatyczna armata uniwersalna kalibru 76 mm M/61 LvSa (amerykańska Mk 22 L/50 na podstawie Mk 22), z maską przeciwodłamkową. Uzupełniały je dwa wkm 12,7 mm i do 1986 roku zrzutnia bomb głębinowych. Również do 1986 roku okręt miał dwa działka salutacyjne kalibru 37 mm. Okręt był wyposażony w lądowisko dla śmigłowca pokładowego wraz z hangarem. Początkowo używany był śmigłowiec Aerospatiale Alouette III, od 1981 roku Westland Lynx Mk 80/91, a w służbie estońskiej okręt nie miał śmigłowca. 

## Służba w Danii i modernizacje
„Beskytteren” wszedł do służby w Królewskiej Marynarce Duńskiej 27 lutego 1976 roku. Nosił numer burtowy F340.

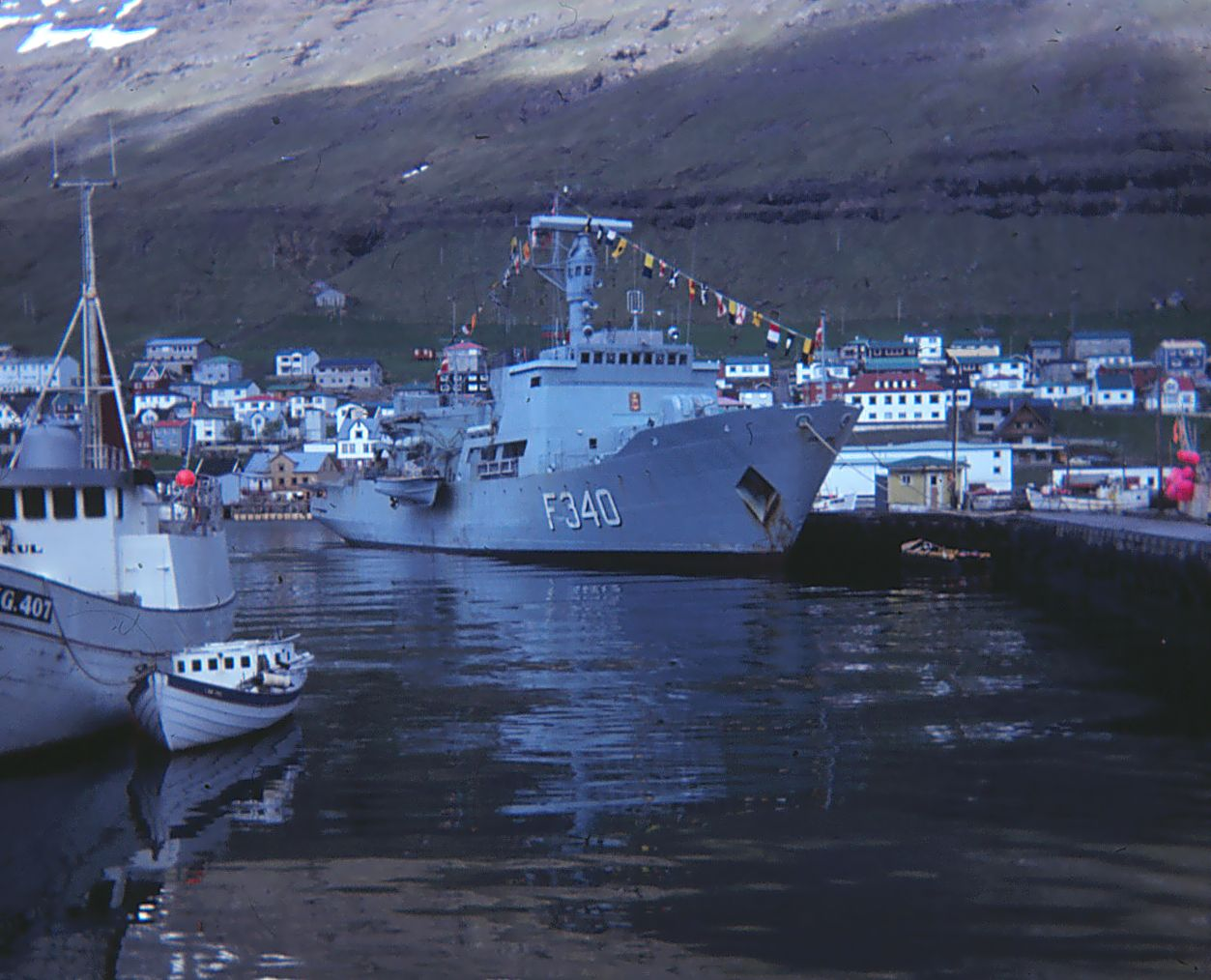
„Beskytteren” w oryginalnej postaci w 1979 roku

W latach 1985–86 okręt został zmodernizowany w Orlogsværftet w Kopenhadze. Widoczną zmianą było zastąpienie stacji radiolokacyjnej obserwacji nawodnej Plessey AWS-6 z anteną belkową przez radar nawigacyjny Litton Decca E z anteną w kulistej obudowie z tworzywa sztucznego. Usunięto między innymi zrzutnię bomb głębinowych i działka salutacyjne. 
W grudniu 1999 roku Dania zaproponowała podarowanie okrętu Estonii. Na skutek przyjęcia oferty, „Beskytteren” został wycofany ze służby 21 listopada 2000 roku.

## Służba w Estonii
Okręt wszedł do służby w Marynarce Estonii Duńskiej 21 listopada 2000 roku, jako okręt logistyczny i dowodzenia, stając się jej okrętem flagowym. Otrzymał nazwę na cześć admirała Johana Pitki. Nosił numer burtowy A230. W estońskiej służbie załoga wynosiła etatowo 43 osoby, a okręt nie przenosił śmigłowca.
Oprócz roli okrętu dowodzenia, pełnił funkcje zaplecza logistycznego dla jednostek przeciwminowych. Brał udział w tym charakterze m.in. w manewrach BALTOPS w czerwcu 2001 i 2002 roku, zawijając wówczas do Gdyni. Między marcem 2005 a majem 2006 roku był okrętem flagowym stałej grupy przeciwminowej SNMCMG1 Sił Odpowiedzi NATO. W listopadzie 2005 roku odwiedzał w tej roli polskie porty: Gdynię i Świnoujście.
13 czerwca 2013 został wycofany ze służby i przeznaczony do zwrotu Danii, zgodnie z pierwotną umową. Po analizie Dania zrezygnowała z przejęcia okrętu i zdecydowano, że zostanie on złomowany, a część przydatnego wyposażenia zostanie przekazana do celów dydaktycznych Estońskiej Akademii Morskiej.